# Saint-Cyr-la-Rivière
Saint-Cyr-la-Rivière és un municipi francès, situat al departament de l'Essonne i a la regió de Illa de França. L'any 2007 tenia 491 habitants.
Forma part del cantó d'Étampes, del districte d'Étampes i de la Comunitat d'aglomeració de l'Étampois Sud-Essonne.

## Demografia

### Població
El 2007 la població de fet de Saint-Cyr-la-Rivière era de 491 persones. Hi havia 169 famílies, de les quals 36 eren unipersonals (28 homes vivint sols i 8 dones vivint soles), 40 parelles sense fills, 89 parelles amb fills i 4 famílies monoparentals amb fills.
La població ha evolucionat segons el següent gràfic:
Habitants censats

### Habitatges
El 2007 hi havia 217 habitatges, 178 eren l'habitatge principal de la família, 20 eren segones residències i 19 estaven desocupats. 211 eren cases i 6 eren apartaments. Dels 178 habitatges principals, 154 estaven ocupats pels seus propietaris, 21 estaven llogats i ocupats pels llogaters i 3 estaven cedits a títol gratuït; 4 tenien dues cambres, 22 en tenien tres, 45 en tenien quatre i 107 en tenien cinc o més. 160 habitatges disposaven pel capbaix d'una plaça de pàrquing. A 63 habitatges hi havia un automòbil i a 104 n'hi havia dos o més.

### Piràmide de població
La piràmide de població per edats i sexe el 2009 era:
| Homes | Edats   | Dones |
| ----- | ------- | ----- |
| 0     | 95 o +  | 0     |
| 0     | 90 a 94 | 4     |
| 4     | 85 a 89 | 0     |
| 0     | 80 a 84 | 4     |
| 12    | 75 a 79 | 0     |
| 4     | 70 a 74 | 12    |
| 4     | 65 a 69 | 8     |
| 8     | 60 a 64 | 12    |
| 16    | 55 a 59 | 12    |
| 24    | 50 a 54 | 16    |
| 8     | 45 a 49 | 20    |
| 28    | 40 a 44 | 20    |
| 16    | 35 a 39 | 24    |
| 16    | 30 a 34 | 16    |
| 20    | 25 a 29 | 4     |
| 16    | 20 a 24 | 0     |
| 28    | 15 a 19 | 12    |
| 36    | 10 a 14 | 16    |
| 20    | 5 a 9   | 8     |
| 12    | 0 a 4   | 8     |

## Economia
El 2007 la població en edat de treballar era de 335 persones, 247 eren actives i 88 eren inactives. De les 247 persones actives 225 estaven ocupades (129 homes i 96 dones) i 22 estaven aturades (8 homes i 14 dones). De les 88 persones inactives 25 estaven jubilades, 37 estaven estudiant i 26 estaven classificades com a «altres inactius».

### Ingressos
El 2009 a Saint-Cyr-la-Rivière hi havia 183 unitats fiscals que integraven 489,5 persones, la mediana anual d'ingressos fiscals per persona era de 25.466 €.

### Activitats econòmiques
Dels 24 establiments que hi havia el 2007, 1 era d'una empresa de fabricació de material elèctric, 1 d'una empresa de fabricació d'altres productes industrials, 4 d'empreses de construcció, 5 d'empreses de comerç i reparació d'automòbils, 1 d'una empresa de transport, 1 d'una empresa d'hostatgeria i restauració, 2 d'empreses financeres, 1 d'una empresa immobiliària, 7 d'empreses de serveis i 1 d'una empresa classificada com a «altres activitats de serveis».
Dels 4 establiments de servei als particulars que hi havia el 2009, 1 era un paleta, 2 fusteries i 1 empresa de construcció.
L'any 2000 a Saint-Cyr-la-Rivière hi havia 8 explotacions agrícoles que ocupaven un total de 498 hectàrees.

## Equipaments sanitaris i escolars
El 2009 hi havia una escola elemental integrada dins d'un grup escolar amb les comunes properes formant una escola dispersa.

## Poblacions més properes
El següent diagrama mostra les poblacions més properes.